# Camp Valkyria
För andra betydelser, se Valkyria (olika betydelser).
Camp Valkyria var en grupperingsplats för det nordiska 7:e pansarskyttekompaniet inom Nordbat 2 i Bosnien och Hercegovina. Campen grupperade i Srebrenik under BA02 och del av tiden under BA05 under vars tid campen avvecklades och 7 pansarskyttekompaniet omgrupperade till Camp Tor vid Sočkovac.